# Lars Hoffmann Barfod
Lars Hoffmann Barfod (1943 i Vallensbæk – ) er Tivolis tidligere fyrværkerimester og forfatter.
Han er søn af Otto Barfod og Karen Johanne Hoffmann og er ud af en fyrværker-familie.
Han var fyrværkerimester i Tivoli fra 1974 - 2004. Hans sidste offentlige festfyrværkeri var i forbindelse med Operaens indvielse i 2005.
Han medvirkede i Fyr og flamme fra 1994.
Han deltog i forskningsprojektet Svovl og salpeter til krudtfremstilling i forbindelse med Galathea 3-ekspeditionen i 2006-2007 sammen med det arkæologiske frilandsmuseum Middelaldercentret, hvor der blev udvundet svovl på Island og salpeter i Indien.

## Bøger
- Krudtets opfindelse (1981)[9]
- Bogen om krudt: fordums krudtværker i Norden og folkene bag dem (1992)[9]
- Fyrværkeri : festligt, flot og farligt: kunstfyrværkeriets historie i Norden (2005)[9]
- Fyrværkerifabrikken i Tune (2007)[9]